# Ełk Towarowy
Ełk Towarowy – stacja techniczna w Ełku, w województwie warmińsko-mazurskim, w Polsce.
W bezpośrednim sąsiedztwie znajduje się stacja Ełk  Posiada rozbudowany układ torowy, w ramach której istnieją dwa przystanki osobowe: Ełk Szyba Wschód i Ełk Szyba Zachód. Dawniej na stacji istniała górka rozrządowa. Ruch pociągów prowadzony jest zdalnie z Lokalnego Centrum Sterowania Ełk. 
Ponadto istnieje kilka bocznic zakładowych, część jest nieczynna lub rozebrana. Przy jednej z bocznic funkcjonuje terminal kontenerowy. Najdłuższa bocznica prowadziła do Zakładów Mięsnych "Mazury" i chłodni, przecinała tor linii wąskotorowej Ełk Wąskotorowy - Turowo w okolicach wiaduktu kolejowego nad ulicą Przemysłową - rozebrana w roku 2004 (częściowo zachowana). 
W ciągu ulicy Przemysłowej ruch kołowy i pieszy poprowadzony jest przez wiadukt drogowy nad torami stacyjnymi, natomiast w ciągu ulicy Towarowej i Cmentarnej ruch pojazdów i pieszych odbywa się pod torami.  